# Jason 1
Jason 1 è un satellite artificiale sviluppato dalla NASA e dalla CNES per misurare l'altezza degli oceani e tracciarne delle mappe topografiche. È il successore del satellite TOPEX/Poseidon.
Il progetto è una collaborazione NASA (Stati Uniti d'America) e CNES (Francia) e si sviluppa nell'ambito dell'Earth Observing System. Venne lanciato il 7 dicembre 2001 grazie a un razzo Delta II Boeing. Durante i primi mesi Jason 1 utilizzò quasi la stessa orbita del satellite TOPEX al fine di permetterne una calibrazione utilizzando i dati di TOPEX. Dopo la calibrazione TOPEX venne spostato verso una nuova orbita. Come TOPEX, Jason ha un ciclo di ripetizione di 10 giorni.
Il satellite prende il nome dall'eroe Greco Giasone.
Il satellite comprende 5 strumenti:
- Poseidon 2 - Radar altimetrico Nadir che utilizza la banda C e Ku per misurare l'altezza della superficie marina.
- Jason Microwave Radiometer (JMR) - Radiometro a microonde che misura il vapore acqueo presente lungo la traiettoria dell'impulso del radar in modo da correggere il ritardo dell'impulso dovuto alla presenza del vapore acqueo.
- DORIS (Doppler Orbitography and Radiopositioning Integrated by Satellite) per la definizione dell'orbita con una precisione di 10 cm o meno.
- BlackJack Global Positioning System ricevitore GPS utilizzato per controllare l'orbita del satellite.
- Riflettore laser utilizzato dalla stazione base per calibrare l'orbita del satellite e per verificare la sua altezza.

Molti satelliti utilizzano un radar a due bande per misurare la propria altezza. Questa misura combinata con altri elementi orbitali (per esempio la posizione fornita dal sistema GPS) permette una mappatura accurata della topologia terrestre. Le due lunghezze d'onda sono state scelte al fine di permettere all'altimetro di correggere automaticamente i ritardi introdotti dalla ionosfera.
Le informazioni sulle concentrazioni d'acqua sono utilizzate per definire mappe gravitazioni del pianeta e per determinare l'altezza dei fondali oceanici. L'altimetro misura inoltre massa, direzione e spettro dell'acqua. Queste informazioni permettono ai programmi per computer di definire la velocità delle correnti oceaniche al fine di migliorare la comprensione dei fenomeni atmosferici.